# Pygora beryllina
Pygora beryllina är en skalbaggsart som beskrevs av Oliver Erichson Janson 1881. Pygora beryllina ingår i släktet Pygora och familjen Cetoniidae. Inga underarter finns listade i Catalogue of Life.